# 제임스타운선

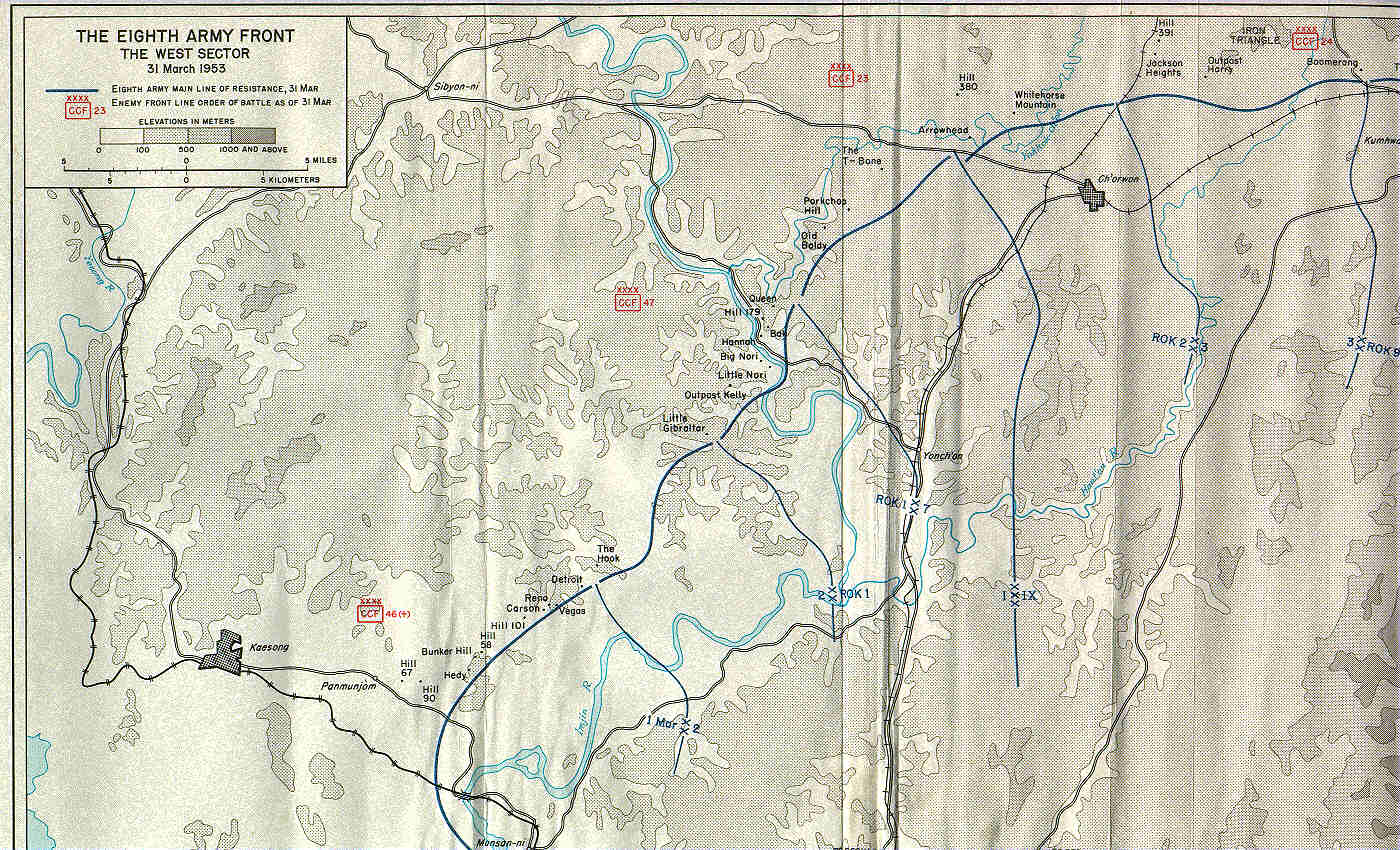
1953년 3월 31일자 제임스타운선의 서쪽 부분

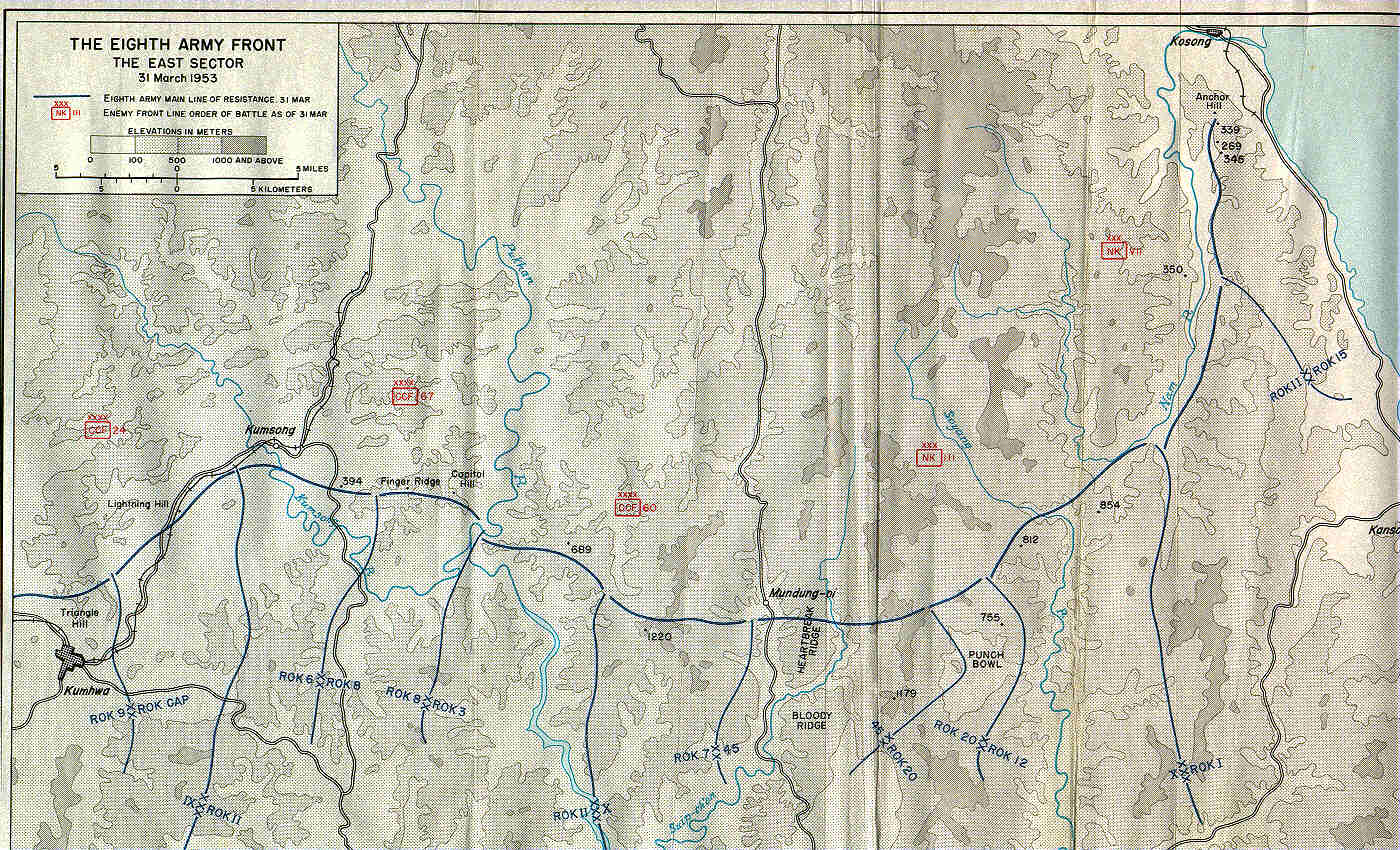
1953년 3월 31일자 제임스타운선의 동쪽 부분

제임스타운선(영어: Jamestown Line)은 6.25 전쟁이 이루어지던 당시 유엔군이 점령하였던 일련의 방어 진지를 일컫는 말이다. 1951년, 중공군이 춘계 공세를 펼쳤고, 이에 유엔군이 1951년 5월에서 6월 동안 역공을 시작하였다. 이로 인해 전쟁은 방어선을 따라 지속적으로 소모전과 참호전을 사용하면서 제1차 세계 대전을 연상시키는 그림을 만들어내었다. 그 결과 늦은 봄부터 중장 매슈 리지웨이의 지휘 아래에서 유엔의 주요 지상 작전은 주로 와이오밍선, 미주리선, 캔자스선, 제임스타운선 등 오래 버틸 수 있는 라인을 탈환하거나 구축하는 등의 작전을 실행하였다. 제임스타운 선은 문산읍 문산리 근처의 임진강서부터 뻗었으며, 서해안의 김포반도에서 금화 동쪽 지점까지 전략전으로 중요했던 전선에서 북동쪽으로 56 km 정도 떨어진 곳으로 지정되었다.
이 선은 이후 1951년 5월부터 11월까지 유엔의 반격으로 인해 생겨났는데, 코만도 작전 동안 38선 바로 북쪽에 있었기 때문이다. 미국의 제1군단이 만들어낸 이 지역은 한국의 수도였던 서울에서 불과 48 km밖에 떨어지지 않은 곳이었다. 제1보병사단과 영연방의 제1사단, 미국의 제1기병사단, 제3기병사단, 제25기병사단까지 유엔군의 5개 사단이 동원되었던 코만도 작전은 임진강과 연천군의 진명산 부분의 제임스타운 선을 점령하는 것이었다. 이후 제임스타운 선은 1953년 7월 27일 한국전쟁 정전협정문으로 휴전이 이루어질 때까지 사미천 전투를 포함해 거의 끊기지 않고, 지속적으로 전투가 진행되었다.